# CANON (漫画)
『CANON』（カノン）は、潮見知佳の少女漫画。1994年から1996年にかけて『ミステリーEX』（後に『ミステリーボニータSPECIAL』と改題）にて連載された。単行本は秋田書店ボニータコミックスペシャルより全4巻が刊行されている。

## あらすじ
不治の病にかかりながらも健気に生きてきた少女氷室かのんの高校生活はある日突然終わりを迎えた。突然現れた吸血鬼によって級友39名が皆殺しにされ、彼女自身も「下僕（サーバント）」として人間としての意識を残したまま吸血鬼にされてしまったのである。それ以来、彼女は人間の生き血を求める吸血鬼の生存本能に抗いながらも、胸に十字架を掲げて吸血烏の風威とともに自分を吸血鬼に変えた者への復讐をするために旅を続けていた。
そんなある日、かのんは吸血鬼と人間の混血である男・榊と会い、かつて自分の両親を殺害した吸血鬼の長であるロッドである事を告げて共闘を持ちかけられて、ロッドやその手下と戦うことになる。
ところが榊の不審な行動に気づいた風威の命がけの調べによって、実はロッドは幼い頃のかのんに助けられたことがあり、その事情を知った榊がかのんを「下僕」に変えて彼女を利用してロッドを倒させようとした事が判明する。榊への復讐を果たそうとするかのん、だがその心中には榊への愛情が芽生え始めていた。

## 書誌情報
- 潮見知佳『CANON』秋田書店〈ボニータコミックスペシャル〉
  1. 1995年1月10日初版発行、ISBN 4-253-15741-6
  2. 1995年8月25日初版発行、ISBN 4-253-15742-4
  3. 1996年2月10日初版発行、ISBN 4-253-15743-2
  4. 1996年8月20日初版発行、ISBN 4-253-15744-0